# Chu Thiên Thành
Chu Thiên Thành (hay Châu Thiên Thành, Chou Tien-chen, tiếng Trung: 周天成, bính âm: Zhōu Tiān Chéng, sinh ngày 08 tháng 01 năm 1990) là một nam vận động viên cầu lông chuyên nghiệp của Đài Loan. Với phong cách thi đấu dẻo dai, bền bỉ, kỹ thuật biến đổi di chuyển cơ thể nhanh, linh hoạt, bỏ nhỏ cầu mềm mại, bất ngờ, duy trì xuyên suốt trong thời gian dài của sự nghiệp, thành tích cao nhất của anh là vị trí thứ hai thế giới trong năm 2019 – 2021. Anh là một vận động viên nổi tiếng trong làng cầu lông quốc tế khi tỏa sáng vào những năm 30 tuổi với những phương thức đặc biệt.
Chu Thiên Thành đại diện cho Đài Bắc Trung Hoa tham gia thi đấu tại các giải Thế vận hội, Á vận hội, giải đấu quốc tế khu vực trong lĩnh vực thể thao; thi đấu chuyên nghiệp tại hệ thống của Liên đoàn Cầu lông Thế giới (BWF), giữ nhiều kỷ lục thành tích của vận động viên Đài Loan như: tay vợt nam đầu tiên của Đài Loan vô địch giải đấu World Tour từ Super 300 đến Super 1000, tay vợt nam xếp hạng thế giới cao nhất. Anh được xem là đã mở ra một thời đại mới của cầu lông Đài Loan, cũng như nam vận động viên cầu lông xuất sắc nhất trong lịch sử thể thao Đài Loan.

## Xuất thân và thời niên thiếu
Chu Thiên Thành sinh ngày 08 tháng 01 năm 1990 tại thành phố Đào Viên, phía Bắc Đài Loan trong một gia đình trung lưu. Trong gia đình, bố anh là một người yêu thích thể thao, nhất là môn cầu lông. Từ những năm 1995, lúc năm tuổi, anh được bố đưa đến sân tập cầu lông, tiếp xúc với bộ môn này. Chu Thiên Thành cho thấy thể chất phù hợp và niềm yêu thích cầu lông từ nhỏ, bắt đầu chơi và theo tập cùng với việc học tại các trường phổ thông với sự ủng hộ và giúp đỡ từ bố mẹ. Lên cao trung, anh theo học Trung học Cơ Long (基隆高中) tại thành phố Cơ Long, một ngôi trường nổi tiếng tập trung giảng dạy âm nhạc, nghệ thuật và thể thao. Trong giai đoạn này, anh tập luyện cầu lông trong đội tuyển trường, cùng trường tham gia thi đấu ở thành phố, toàn quốc Đài Loan, rồi giải đấu thiếu niên châu Á, dần dần tiến vào cầu lông chuyên nghiệp. Về mặt tín ngưỡng và tôn giáo, anh theo Kitô giáo và thường sinh hoạt ở Nhà thờ Phúc âm Taipei Full Gospel Church (台北純福音教會) ở thủ đô Đài Bắc từ năm 2012.

## Sự nghiệp

### Thời kỳ đầu
Chu Thiên Thành bắt đầu sự nghiệp cầu lông từ khi còn học phổ thông. Năm 2006, khi đang học năm thứ hai trung học và đang chuẩn bị học lên năm thứ ba Trung học Cơ Long, anh tham gia thi đấu cầu lông toàn quốc, đánh bại Hứa Nhân Hào trong nội dung đơn nam của giải đấu xếp hạng cầu lông quốc gia lần thứ hai, lọt vào bảng A với tư cách vô địch. Anh tiến vào nhóm vận động viên chuyên nghiệp Đài Loan từ đây. Năm 2008, Chu Thiên Thành và Khương Khải Tâm thi đấu nội dung đôi nam tại Giải vô địch Cầu lông trẻ châu Á lần thứ 11 và đã giành được huy chương Đồng.
Vào tháng 11 năm 2010, anh đại diện cho Đài Bắc Trung Hoa tại Đại hội Thể thao thanh niên châu Á tại Quảng Châu, tham gia các nội dung đơn nam và đồng đội nam trong các cuộc thi cầu lông. Vào tháng 07 năm 2012, anh tham gia giải Grand Prix Cầu lông Canada và vào chung kết đơn nam, chung cuộc đánh bại Lâm Hữu Hiền 2 – 1 (15–21, 21–16, 21–9) và giành chức vô địch đơn năm đầu tiên trong sự nghiệp. Vào tháng 07 năm 2013, Chu Thiên Thành đại diện cho Đài Bắc Trung Hoa trong cuộc thi cầu lông Đại hội Thể thao sinh viên Thế giới tại Kazan, Nga, giành được huy chương Đồng đơn nam và đồng đội hỗn hợp. Vào tháng 08 cùng năm, anh tham gia Giải cầu lông vô địch thế giới (BWF World Championships) tổ chức tại Quảng Châu, Trung Quốc và thi đấu ở nội dung đơn nam. Anh đánh bại Istock Utrusa của Slovenia 2 – 0 ở vòng đầu tiên để đi tiếp, nhưng ở vòng thứ hai anh đã bị thua 1 – 2 (10–21, 21–19, 10–21) bởi hạt giống số chín, Jan Ø. Jørgensen của Đan Mạch và bị loại.

### Năm 2014 – 2016

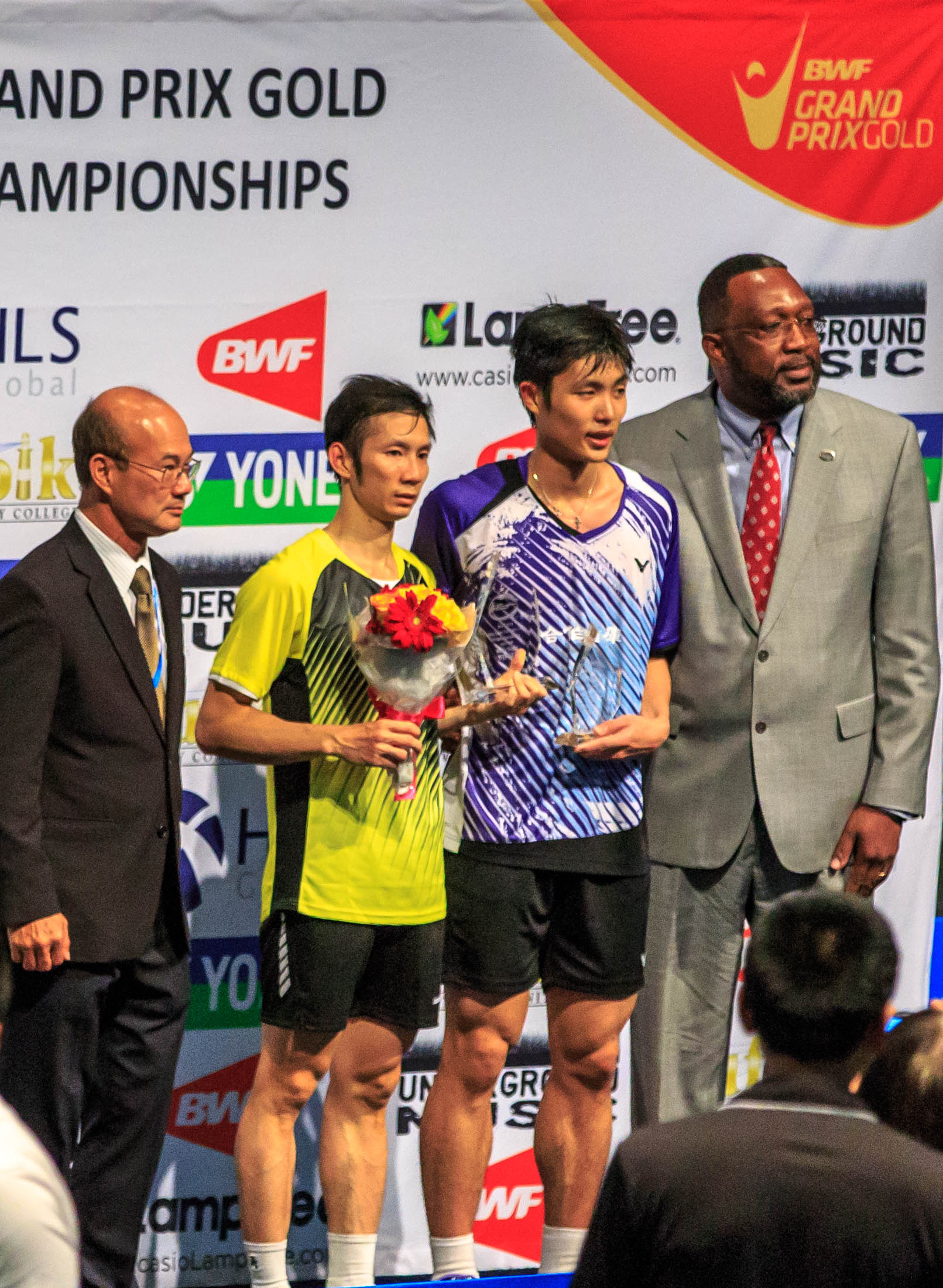
Chu Thiên Thành và Nguyễn Tiến Minh tại US Open 2014.

Vào tháng 08 năm 2014, Chu Thiên Thành tham gia nội dung đơn nam trong Giải cầu lông vô địch thế giới tại Copenhagen, Đan Mạch. Ở vòng đầu, anh đánh bại Raul Muster của Estonia, đánh bại hạt giống số 15 và Sasaki Sho của Nhật Bản với tỷ số 2 – 0 ở vòng hai. Tại vòng ba, anh gặp lại hạt giống số ba, Jan Ø. Jørgensen của Đan Mạch và được thăng hạng vì đối thủ bỏ cuộc giữa chừng. Trong trận tứ kết, anh thua 0 – 2 (14–21, 14–21) trước một tay vợt Đan Mạch khác, là hạt giống số 14 Viktor Axelsen và phải dừng lại ở top 8, nhưng đồng thời cũng là kết quả tốt nhất của các tay vợt đơn nam Đài Loan tại Giải vô địch thế giới. Vào tháng 10 năm 2014, anh tới Pháp tham gia French Super Series 2014 và đánh bại hạt giống số hai, Jan Ø. Jørgensen, và Ngũ Gia Lãng từ Hồng Kông cùng Viktor Axelsen. Ở bán kết, anh gặp hạt giống số bốn, ngôi sao người Indonesia Tommy Sugiarto và thắng ngược dòng tỷ số 2 – 1 (10–21, 25–23, 21–19), tiến vào chung kết gặp Vương Tranh Minh, lại tiếp tục thắng ngược dòng 2 – 1, đạt chức vô địch Super Series đầu tiên trong sự nghiệp và trở thành tay vợt đơn nam đầu tiên của Đài Loan vô địch một giải đấu Super Series.
Vào tháng 07 năm 2015, Chu Thiên Thành đại diện Đại học Thể thao Quốc lập Đài Loan tham dự cuộc thi cầu lông tại Đại hội Thể thao sinh viên Thế giới được tổ chức tại Gwangju, Hàn Quốc. Ở bán kết, anh thua chủ nhà Jeon Hyeok-jin và giành huy chương Đồng đơn nam. Sau đó, anh trở về quê nhà Đài Loan, dự Giải cầu lông Đài Bắc Trung Hoa mở rộng, tham với tư cách là hạt giống số năm, đã đánh bại hạt giống số bốn Lâm Đan với tỷ số 2 – 1 (21–19, 18–21, 21–16) trong trận bán kết, thua Thầm Long tại chung kết, đoạt giải Nhì. Anh đã trả lời phỏng vấn rằng đây là giải đấu đáng nhớ nhất của bản thân dù để để thua 1 – 2 (21–15, 9–21, 6–21) trong trận chung kết trước ngôi sao số một thế giới người Trung Quốc lúc đó, và đây là kết quả tốt nhất của Đài Loan ở nội dung đơn nam trong 15 năm (2000 – 2015).
Vào tháng 08 năm 2015, anh tham gia Giải cầu lông vô địch thế giới 2015 tại Jakarta, Indonesia ở nội dung đơn nam với tư cách là hạt giống số sáu, nhưng đã để thua và bị loại ở trận đầu tiên. Vào tháng 10, anh tham gia French Super Series 2015 ở Paris, với mục tiêu bảo vệ danh hiệu. Trong giải, anh lần lượt đánh bại Dionysius Hayon Lumbaka của Indonesia tỷ số 2 – 0; đánh bại hai tay vợt Hồng Kông Hoàng Vĩnh Kỳ và Ngũ Gia Lãng ở vòng hai và tứ kết. Anh tiếp tục thắng Jan Ø. Jørgensen, tay vợt thứ hai thế giới ở bán kết, vào chung kết. Ở trận cuối, anh gặp ngôi sao người Malaysia Lee Chong Wei, và đây là lần đầu tiên cả hai gặp nhau trong sự nghiệp. Tuy nhiên Chu Thiên Thành đã để thua Lee Chong Wei tỷ số 0 – 2 (13–21, 18–21) và mất danh hiệu. Vào tháng 08 năm 2016, Chu Thiên Thành tham gia nội dung đơn nam môn cầu lông của Thế vận hội Mùa hè 2016 tại Rio de Janeiro, Brasil. Anh đã đánh bại Misha Zilberman của Israel và Tan Yuhan của Bỉ, thắng Hồ Uân từ Hồng Kông ở vòng bảng và tiến vào loại trực tiếp. Anh gặp lại Lee Chong Wei của Malaysia và để 0 – 2 (9–21, 15–21), dừng bước ở tứ kết.

### Năm 2017 – 2018

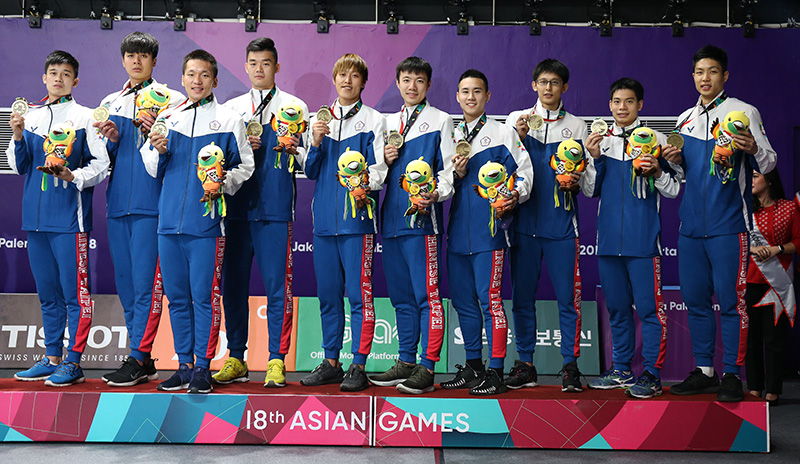
Chu Thiên Thành, ngoài cùng bên phải cùng Đội tuyển cầu lông Đài Bắc Trung Hoa tại Á vận hội 2018.

Vào tháng 08 năm 2017, Chu Thiên Thành tham gia sự kiện BWF World Championships 2017 tại Glasgow, Scotland. Anh đã đánh bại Toby Pandey của Anh ở vòng đầu tiên, và sau đó đánh bại Marc Zweibler của Đức 2 – 1 ở vòng hai (20–22, 21-18, 21–14), trở thành đối thủ của cầu lông quốc tế cuối cùng trước khi giải nghệ của tay vợt người Đức. Ở vòng 16, anh đánh bại Sai Paranes Bamidhipati người Ấn Độ nhưng đã thua 1 – 2 và bị loại trước nhà vô địch thế giới Viktor Axelsen của Đan Mạch và bị loại. Vào tháng 03 năm 2018, Chu Thiên Thành thi đấu ở Giải cầu lông Singapore mở rộng với tư cách là hạt giống số bốn. Đây là một giải đấu mà anh đã thể hiện phong độ tốt khi lần lượt đánh bại ngôi sao Nhật Bản Momota Kento 2 – 1 (21–15, 14–21, 21–10) ở bảng thứ hai, trận loại trực tiếp, thắng một tay vợt Nhật Bản khác là Nishimoto Kenta tỷ số 2 – 1 (21–11, 14–21, 21–13), và đánh bại Ngũ Gia Lãng ở chung kết tiếp tục tỷ số 2 – 1, giành chức vô địch.
Vào cuối tháng 08 cùng năm, anh đại diện cho Đài Bắc Trung Hoa trong cuộc thi cầu lông Đại hội Thể thao châu Á 2018 được tổ chức tại Jakarta, Indonesia. Đây là lần đầu tiên anh đối mặt với đội Trung Quốc trong trận bán kết đồng đội nam, tham gia và đánh bại Thạch Vũ Kỳ, người khi đó đang xếp thứ hai thế giới, và cuối cùng giúp đội giành huy chương Đồng. Ở nội dung đơn nam, anh giành chiến thắng trước Ngũ Gia Lãng của Hồng Kông và Anthony Sinisuka Ginting của Indonesia, tiến thẳng vào trận chung kết. Anh đã để thua 1 – 2 (18–21, 22–20, 15–21) trước một tay vợt Indonesia khác là Jonathan Christie, giành huy chương Bạc, đây là thành tích đơn nam cầu lông xuất sắc nhất của Đài Loan tại tại Á vận hội tính đến thời điểm đó. Cuối tháng 09, Chu Thiên Thành đánh bại Nishimoto Kenta của Nhật Bản ở bán kết Giải Hàn Quốc mở rộng, ở trận chung kết, anh đánh bại Tommy Sugiato của Indonesia với tỷ số 2 – 0 (21–13, 21–16) để lên ngôi vô địch một giải đấu thuộc hệ thống World Tour bậc Super 500.

### Năm 2019 – 2020

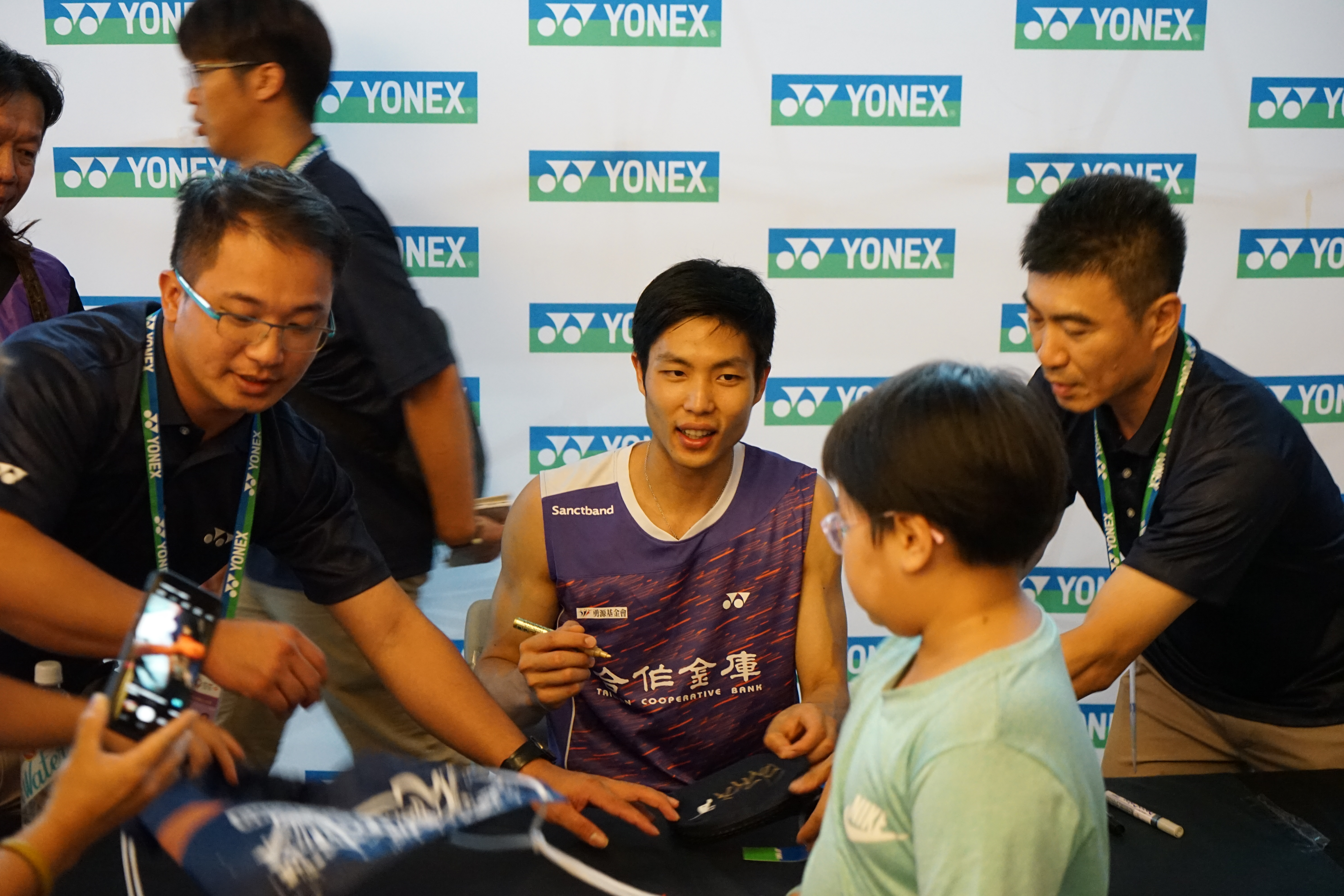
Chu Tiên Thành tại giải Đài Bắc mở rộng năm 2019.

Vào tháng 07 năm 2019, Chu Thiên Thành thi đấu với tư cách là hạt giống số bốn ở Giải cầu lông Indonesia mở rộng 2019, một trong ba giải World Tour Super 1000 lớn nhất thế giới hàng năm. Tại giải, anh đã vượt qua Lâm Đan với tỷ số 2 – 1, ngược dòng thắng tay vợt chủ nhà Indonesia, người mà anh đã thua tại Á vận hội một năm trước đó Jonathan Christie với tỷ số 2 – 1, thắng Kantapon Wangchalun của Thái Lan với tỷ số 2 – 1 ở bán kết, và cuối cùng đánh bại ngôi sao Đan Mạch Anders Antonsen tiếp tục với tỷ số 2 – 1 trong trận chung kết. Anh đã giành chức vô địch đơn nam giải World Tour cấp độ Super 1000 đầu tiên trong lịch sử cầu lông Đài Loan. Hai tuần sau, anh tham dự giải Cầu lông Thái Lan mở rộng 2019 cấp Super 500 với tư cách hạt giống số ba. Tại giải, anh đánh bại Nishimoto Kenta của Nhật Bản, Lý Tử Gia của Malaysia và Ngũ Gia Lãng của Hồng Kông để giành chức vô địch thứ hai của chuỗi World Tour trong năm. Tại Thái Lan Open, ở trận chung kết, anh đã gây bất ngờ khi cứu thua được tổng cộng bốn tình huống cuối cùng trong set đấu và giành chiến thắng chung cuộc, tiếp tục là tay vợt Đài Loan đầu tiên vô địch World Tour Thái Lan. Trong bảng xếp hạng thế giới do Liên đoàn Cầu lông Thế giới công bố vào một tuần sau, Chu Thiên Thành đã vươn lên vị trí thứ hai thế giới, đạt thành tích tốt nhất trong sự nghiệp cá nhân và là kỷ lục cao nhất đối với các tay vợt đơn nam Đài Loan trong lịch sử.
Vào năm 2019, Chu Thiên Thành đã vô địch Indonesia mở rộng, Thái Lan mở rộng và Đài Bắc mở rộng, ba giải World Tour. Ngoài việc giành ba chức vô địch, anh là Á quân Hàn Quốc mở rộng 2019 (Super 500) và Phúc Châu mở rộng 2019 (Super 750), đều thua Quán quân thế giới Momota Kento.
Vào tháng 01 năm 2020, Chu Thiên Thành bắt đầu thi đấu của năm bằng việc tham gia Malaysia Masters và Indonesia Masters, hai giải Super 500. Anh đã để thua Ngũ Gia Lãng ở Malaysia và Lý Trác Diệu ở Indonesia. Đến tháng ba, anh dự giải All England Open 2020, một trong ba giải Super 1000 với vai trò là hạt giống số một của giải đấu, bởi nhà vô địch Momota Kento nghỉ vì chấn thương. Tại giải, anh đã đánh bại Marc Karyu của Hà Lan, Tsuneyama Kota của Nhật Bản, thắng đồng hương Vương Tử Duy ở tứ kết rồi vào chung kết khi đối thủ Anders Antonsen bị thương ở bán kết. Anh là vận động viên Đài Loan đầu tiên lọt vào trận chung kết đơn nam của Giải vô địch toàn nước Anh mở rộng danh giá, chung cuộc, anh để thua Viktor Axelsen của Đan Mạch với tỷ số 0 – 2 (13–21, 14–21) kết thúc với giải Nhì.

## Phong cách thi đấu

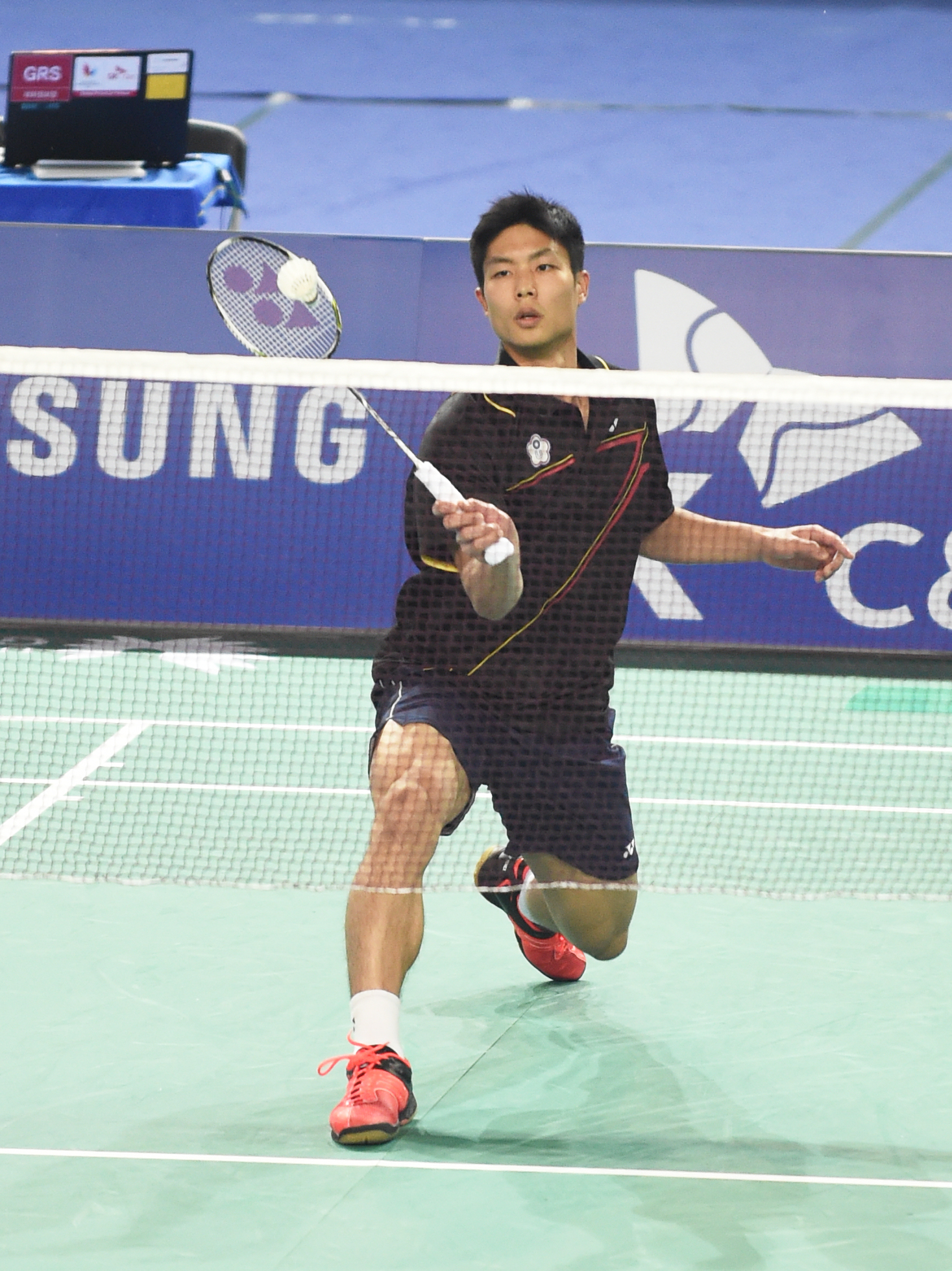
Chu Thiên Thành lốp cầu bỏ nhỏ sát và chạm lưới.

Chu Thiên Thành có chiều cao 1,80 m, là mức độ chiều cao cân bằng trung bình đối với một tay vợt cầu lông so với độ cao của lưới là 1,524 m. Anh vận dụng cơ thể cho kỹ thuật và chiến thuật của mình. Thuận tay phải, anh đạt chuẩn các kỹ thuật cơ bản của một vận động viên chuyên nghiệp như di chuyển chân linh hoạt theo bề dọc và bề ngang của sân thi đấu, một bước chủ yếu sang ngang và một đến hai bước tiến trước, lui sau, sử dụng chân phải đặt ở phía trước và cũng sẵn sàng để đảo chân, xoay người cho tình huống đặc biệt tốc độ cao. Ở phần tấn công, lực đập cầu tại chỗ, nhảy đập cầu của anh mặc dù không mạnh như các vận động viên trẻ Anders Antonsen, Jonatan Christie hay Viktor Axelsen, nhưng cũng đáp ứng lực cơ bản. Bên cạnh đó, điểm mạnh của anh nằm ở các pha bỏ nhỏ điêu luyện, nhiều lần ghi được điểm số khi tấn công sát lưới, cầu chạm lưới hoặc cầu đổi dạng bay nhẹ, xoay chuyển hoàn toàn tình huống từ một pha đối kháng đập cầu trở thành bỏ nhỏ hạ gục đối thủ. Cùng với đó, kỹ thuật lốp cầu đi theo quỹ đạo hình chữ U bản ngược phiên bản rất gần với lưới khiến cho đối thủ phải e ngại, dự đoán và chuẩn bị sẵn khi thi đấu với anh.
Về chiến thuật, Chu Thiên Thành có nhiều điểm đặc biệt, khác với tình hình chung của nhiều vận động viên khác. Anh sở hữu một phong cách dẻo dai, sẵn sàng trả giao cầu, đôi công, phòng thủ chuyên nghiệp ở cả khoảng cách xa khi cầu bay về góc, lẫn cự ly gần khi cầu bay vào người; giao đấu với số lượng tình huống lớn chỉ trong một pha thi đấu. Ở Indonesia Open 2019, anh thi đấu sáu trận thì có tới năm trận phải đấu tới hiệp thứ ba, đồng thời nhiều lần lộn ngược dòng thành công. Bắt đầu thi đấu từ thời thiếu niên, mãi đến năm 2019, khi 29 tuổi, anh mới đạt tới thành tích cao nhất trong sự nghiệp của mình, không giống với độ tuổi chung, đây là độ tuổi chuẩn bị cho nghỉ hưu thể thao. Khác với phần đông vận động viên thể thao, anh không có huấn luyện viên thường nhật, tự mình tập luyện, phân tích trận đấu, đối thủ, hoàn cảnh trước mỗi giải, mỗi trận. Người thường đi cùng anh là Victoria Kao, bác sĩ vật lý trị liệu, theo dõi và kiểm soát, đảm bảo sức khỏe của Chu Thiên Thành.

## Thống kê
Sự nghiệp cầu lông của Chu Thiên Thành tham gia thể thao quốc tế và giải đấu chuyên nghiệp. Anh đại diện cho Đài Bắc Trung Hoa thi đấu đơn nam, đồng đội nam, đôi nam nữ ở các Đại hội Thể thao khu vực, Á vận hội, Thế vận hội, đối mặt cùng những tay vợt của các quốc gia khác, với mục tiêu giành huy chương thể thao cho thành tích của Đài Loan. Đối với sự nghiệp cá nhân, anh tham gia các giải đấu chuyên nghiệp hàng năm ở khắp nơi trên thế giới trong giai đoạn trước năm 2017. Từ năm 2018, với việc xây dựng mới theo hướng quy chuẩn hoàn thiện bộ môn của Liên đoàn Cầu lông Thế giới (BWF), Chu Thiên Thành tập trung cho 27 giải đấu chuyên nghiệp trong chuỗi World Tour từ Super 300, 500, 750, 1000 cho đến BWF World Tour Finals. Trong đó, các giải Super xếp theo thứ tự cấp độ từ thấp đến cao, quan trọng nhất hàng năm là Super 1000, xoay quanh Birmingham, Anh; Thường Châu, Giang Tô, Trung Quốc; Jakarta, Indonesia và thêm Băng Cốc, Thái Lan từ 2021. Cùng với BWF World Tour Finals là giải chung cuộc tập hợp các tay vợt xuất sắc cuối năm.
| Thống kê thành tích thi đấu trong sự nghiệp Chu Thiên Thành | Thống kê thành tích thi đấu trong sự nghiệp Chu Thiên Thành | Thống kê thành tích thi đấu trong sự nghiệp Chu Thiên Thành | Thống kê thành tích thi đấu trong sự nghiệp Chu Thiên Thành | Thống kê thành tích thi đấu trong sự nghiệp Chu Thiên Thành | Thống kê thành tích thi đấu trong sự nghiệp Chu Thiên Thành | Thống kê thành tích thi đấu trong sự nghiệp Chu Thiên Thành | Thống kê thành tích thi đấu trong sự nghiệp Chu Thiên Thành | Thống kê thành tích thi đấu trong sự nghiệp Chu Thiên Thành | Thống kê thành tích thi đấu trong sự nghiệp Chu Thiên Thành | Thống kê thành tích thi đấu trong sự nghiệp Chu Thiên Thành | Thống kê thành tích thi đấu trong sự nghiệp Chu Thiên Thành |
| Các giải đấu chủ chốt                                       | Các giải đấu chủ chốt                                       | Các giải đấu chủ chốt                                       | Các giải đấu chủ chốt                                       | Các giải đấu chủ chốt                                       | Các giải đấu chủ chốt                                       |                                                             | Các đối thủ chủ chốt                                        | Các đối thủ chủ chốt                                        | Các đối thủ chủ chốt                                        | Các đối thủ chủ chốt                                        | Các đối thủ chủ chốt                                        |
| Năm                                                         | Giải đấu                                                    | Cấp bậc                                                     | Thể thức                                                    | Đồng đội                                                    | Kết quả                                                     | Vận động viên                                               | Số trận                                                     | Thắng                                                       | Thua                                                        | Tỷ lệ                                                       |                                                             |
| ----------------------------------------------------------- | ----------------------------------------------------------- | ----------------------------------------------------------- | ----------------------------------------------------------- | ----------------------------------------------------------- | ----------------------------------------------------------- | ----------------------------------------------------------- | ----------------------------------------------------------- | ----------------------------------------------------------- | ----------------------------------------------------------- | ----------------------------------------------------------- | ----------------------------------------------------------- |
| 2008                                                        | Giải vô địch Cầu lông trẻ châu Á 2008                       | Thanh niên                                                  | Đôi nam nữ                                                  | Khương Khải Tâm                                             | Giải Ba                                                     | Jan Ø. Jørgensen                                            | 12                                                          | 6                                                           | 6                                                           | 0                                                           |                                                             |
| 2011                                                        | Giải Hà Lan mở rộng 2011 – Hà Lan                           | Grand Prix                                                  | Đơn nam                                                     |                                                             | Á quân                                                      | Hans-Kristian Vittinghus                                    | 9                                                           | 7                                                           | 2                                                           | +5                                                          |                                                             |
| 2012                                                        | Giải Canada mở rộng 2012 – Canada                           | Grand Prix                                                  | Đơn nam                                                     |                                                             | Quán quân                                                   | Viktor Axelsen                                              | 12                                                          | 2                                                           | 10                                                          | -8                                                          |                                                             |
| 2012                                                        | Giải Đài Bắc mở rộng 2012 – Đài Loan                        | Golden Grand Prix                                           | Đơn nam                                                     |                                                             | Á quân                                                      | Anders Antonsen                                             | 9                                                           | 7                                                           | 2                                                           | +5                                                          |                                                             |
| 2012                                                        | Bitburger Open 2012 – Đức                                   | Golden Grand Prix                                           | Đơn nam                                                     |                                                             | Quán quân                                                   | Ngũ Gia Lãng                                                | 17                                                          | 10                                                          | 7                                                           | +3                                                          |                                                             |
| 2012                                                        | Iceland International 2012 – Iceland                        | Giải quốc tế                                                | Đơn nam                                                     |                                                             | Quán quân                                                   | Hoàng Vĩnh Kỳ                                               | 10                                                          | 6                                                           | 4                                                           | +2                                                          |                                                             |
| 2012                                                        | Iceland International 2012 – Iceland                        | Giải quốc tế                                                | Đôi nam nữ                                                  | Giang Mỹ Tuệ                                                | Quán quân                                                   | Hồ Uân                                                      | 7                                                           | 4                                                           | 3                                                           | +1                                                          |                                                             |
| 2012                                                        | Welsh International 2012 – Wales                            | Challenge                                                   | Đơn nam                                                     |                                                             | Quán quân                                                   | Ueda Takuma                                                 | 7                                                           | 6                                                           | 1                                                           | +5                                                          |                                                             |
| 2012                                                        | Norwegian International 2012 – Na Uy                        | Challenge                                                   | Đơn nam                                                     |                                                             | Quán quân                                                   | Momota Kento                                                | 13                                                          | 2                                                           | 11                                                          | -9                                                          |                                                             |
| 2013                                                        | Đại hội Thể thao sinh viên Thế giới 2013                    | Thể thao quốc tế                                            | Đội nam                                                     |                                                             | Giải Ba                                                     | Sakai Kazumasa                                              | 5                                                           | 1                                                           | 4                                                           | -3                                                          |                                                             |
| 2013                                                        | Đại hội Thể thao sinh viên Thế giới 2013                    | Thể thao quốc tế                                            | Đơn nam                                                     |                                                             | Giải Ba                                                     | Nishimoto Kenta                                             | 8                                                           | 7                                                           | 1                                                           | +6                                                          |                                                             |
| 2013                                                        | Đại hội Thể thao Đông Á 2013                                | Thể thao quốc tế                                            | Đội nam                                                     |                                                             | Giải Ba                                                     | Anthony Ginting                                             | 11                                                          | 5                                                           | 6                                                           | -1                                                          |                                                             |
| 2013                                                        | Bitburger Open 2013 – Đức                                   | Golden Grand Prix                                           | Đơn nam                                                     |                                                             | Quán quân                                                   | Jonatan Christie                                            | 8                                                           | 2                                                           | 6                                                           | -4                                                          |                                                             |
| 2014                                                        | Giải Đức mở rộng 2014                                       | Golden Grand Prix                                           | Đơn nam                                                     |                                                             | Giải Ba                                                     | Tommy Sugiarto                                              | 9                                                           | 5                                                           | 4                                                           | +1                                                          |                                                             |
| 2014                                                        | Giải Canada mở rộng 2014 – Canada                           | Grand Prix                                                  | Đôi nam nữ                                                  | Liêu Triều Tường                                            | Giải Ba                                                     | Dionysius Rumbaka                                           | 5                                                           | 4                                                           | 1                                                           | +3                                                          |                                                             |
| 2014                                                        | Giải Mỹ mở rộng 2014 – Hoa Kỳ                               | Golden Grand Prix                                           | Đơn nam                                                     |                                                             | Á quân                                                      | KN Wangcharoen                                              | 5                                                           | 4                                                           | 1                                                           | +4                                                          |                                                             |
| 2014                                                        | Đại hội Thể thao châu Á 2014                                | Thể thao quốc tế                                            | Đội nam                                                     |                                                             | Giải Ba                                                     | Boonsak Ponsana                                             | 7                                                           | 4                                                           | 3                                                           | +1                                                          |                                                             |
| 2014                                                        | Pháp Super Series 2014                                      | Siêu cấp thế giới                                           | Đơn nam                                                     |                                                             | Quán quân                                                   | TK Saensomboonsuk                                           | 8                                                           | 5                                                           | 3                                                           | +1                                                          |                                                             |
| 2014                                                        | Bitburger Open 2014 – Đức                                   | Golden Grand Prix                                           | Đơn nam                                                     |                                                             | Quán quân                                                   | Pakkawat Vilailak                                           | 5                                                           | 4                                                           | 1                                                           | +3                                                          |                                                             |
| 2014                                                        | Trung Quốc Super Series 2014                                | Siêu cấp thế giới (P)                                       | Đơn nam                                                     |                                                             | Giải Ba                                                     | Brice Leverdez                                              | 10                                                          | 2                                                           | 8                                                           | -6                                                          |                                                             |
| 2015                                                        | Giải Mỹ mở rộng 2015 – Hoa Kỳ                               | Golden Grand Prix                                           | Đơn nam                                                     |                                                             | Giải Ba                                                     | Son Wan-ho                                                  | 11                                                          | 3                                                           | 8                                                           | -5                                                          |                                                             |
| 2015                                                        | Đại hội Thể thao sinh viên Thế giới 2015                    | Thể thao quốc tế                                            | Đơn nam                                                     |                                                             | Giải Ba                                                     | Lee Dong-keun                                               | 8                                                           | 6                                                           | 2                                                           | +4                                                          |                                                             |
| 2015                                                        | Giải Đài Bắc mở rộng 2015 – Đài Loan                        | Golden Grand Prix                                           | Đơn nam                                                     |                                                             | Á quân                                                      | Lâm Đan                                                     | 10                                                          | 3                                                           | 7                                                           | -4                                                          |                                                             |
| 2015                                                        | Nhật Bản Super Series 2015                                  | Siêu cấp thế giới                                           | Đơn nam                                                     |                                                             | Giải Ba                                                     | Thầm Long                                                   | 9                                                           | 0                                                           | 9                                                           | -9                                                          |                                                             |
| 2015                                                        | Hàn Quốc Super Series 2015                                  | Siêu cấp thế giới                                           | Đơn nam                                                     |                                                             | Giải Ba                                                     | Vương Tranh Minh                                            | 5                                                           | 1                                                           | 4                                                           | -3                                                          |                                                             |
| 2015                                                        | Đan Mạch Super Series 2015                                  | Siêu cấp thế giới (P)                                       | Đơn nam                                                     |                                                             | Giải Ba                                                     | Thạch Vũ Kỳ                                                 | 7                                                           | 2                                                           | 5                                                           | -3                                                          |                                                             |
| 2015                                                        | Pháp Super Series 2015                                      | Siêu cấp thế giới                                           | Đơn nam                                                     |                                                             | Á quân                                                      | Hoàng Vũ Tường                                              | 5                                                           | 3                                                           | 2                                                           | +1                                                          |                                                             |
| 2016                                                        | Giải Đức mở rộng 2016                                       | Golden Grand Prix                                           | Đơn nam                                                     |                                                             | Quán quân                                                   | Lee Chong Wei                                               | 7                                                           | 0                                                           | 7                                                           | -7                                                          |                                                             |
| 2016                                                        | Giải Đài Bắc mở rộng 2016 – Đài Loan                        | Golden Grand Prix                                           | Đơn nam                                                     |                                                             | Á quân                                                      | Lý Tử Gia                                                   | 5                                                           | 3                                                           | 2                                                           | +1                                                          |                                                             |
| 2016                                                        | Giải Macao mở rộng 2016                                     | Golden Grand Prix                                           | Đơn nam                                                     |                                                             | Quán quân                                                   | Lý Quốc Luân                                                | 6                                                           | 4                                                           | 2                                                           | +2                                                          |                                                             |
| 2017                                                        | Giải Đức mở rộng 2017                                       | Golden Grand Prix                                           | Đơn nam                                                     |                                                             | Quán quân                                                   | Marc Zwiebler                                               | 5                                                           | 3                                                           | 2                                                           | +1                                                          |                                                             |
| 2017                                                        | Giải Toàn Anh mở rộng 2017                                  | Siêu cấp thế giới (P)                                       | Đơn nam                                                     |                                                             | Giải Ba                                                     | Nguyễn Tiến Minh                                            | 5                                                           | 2                                                           | 3                                                           | -1                                                          |                                                             |
| 2017                                                        | Ấn Độ Super Series 2017                                     | Siêu cấp thế giới                                           | Đơn nam                                                     |                                                             | Á quân                                                      | Kashyap Parupalli                                           | 6                                                           | 4                                                           | 2                                                           | +2                                                          |                                                             |
| 2017                                                        | Giải Đài Bắc mở rộng 2017 – Đài Loan                        | Golden Grand Prix                                           | Đơn nam                                                     |                                                             | Quán quân                                                   | Srikanth Kidambi                                            | 7                                                           | 6                                                           | 1                                                           | +5                                                          |                                                             |
| 2018                                                        | Indonesia Master 2018                                       | Super 500                                                   | Đơn nam                                                     |                                                             | Giải Ba                                                     | Vương Tử Duy                                                | 7                                                           | 7                                                           | 0                                                           | +7                                                          |                                                             |
| 2018                                                        | Giải Ấn Độ mở rộng 2018                                     | Super 500                                                   | Đơn nam                                                     |                                                             | Á quân                                                      |                                                             |                                                             |                                                             |                                                             |                                                             |                                                             |
| 2018                                                        | Giải Đức mở rộng 2018                                       | Super 300                                                   | Đơn nam                                                     |                                                             | Quán quân                                                   |                                                             |                                                             |                                                             |                                                             |                                                             |                                                             |
| 2018                                                        | Giải Singapore mở rộng 2018                                 | Super 500                                                   | Đơn nam                                                     |                                                             | Quán quân                                                   |                                                             |                                                             |                                                             |                                                             |                                                             |                                                             |
| 2018                                                        | Đại hội Thể thao châu Á 2018                                | Thể thao quốc tế                                            | Đội nam                                                     |                                                             | Giải Ba                                                     |                                                             |                                                             |                                                             |                                                             |                                                             |                                                             |
| 2018                                                        | Đại hội Thể thao châu Á 2018                                | Thể thao quốc tế                                            | Đơn nam                                                     |                                                             | HC Bạc                                                      |                                                             |                                                             |                                                             |                                                             |                                                             |                                                             |
| 2018                                                        | Giải Trung Quốc mở rộng 2018                                | Super 1000                                                  | Đơn nam                                                     |                                                             | Giải Ba                                                     |                                                             |                                                             |                                                             |                                                             |                                                             |                                                             |
| 2018                                                        | Giải Hàn Quốc mở rộng 2018                                  | Super 500                                                   | Đơn nam                                                     |                                                             | Quán quân                                                   |                                                             |                                                             |                                                             |                                                             |                                                             |                                                             |
| 2018                                                        | Giải Đài Bắc mở rộng 2018 – Đài Loan                        | Super 300                                                   | Đơn nam                                                     |                                                             | Giải Ba                                                     |                                                             |                                                             |                                                             |                                                             |                                                             |                                                             |
| 2018                                                        | Giải Đan Mạch mở rộng 2018                                  | Super 750                                                   | Đơn nam                                                     |                                                             | Á quân                                                      |                                                             |                                                             |                                                             |                                                             |                                                             |                                                             |
| 2018                                                        | Giải Phúc Châu mở rộng 2018                                 | Super 750                                                   | Đơn nam                                                     |                                                             | Á quân                                                      |                                                             |                                                             |                                                             |                                                             |                                                             |                                                             |
| 2019                                                        | Giải Đức mở rộng 2019                                       | Super 300                                                   | Đơn nam                                                     |                                                             | Giải Ba                                                     |                                                             |                                                             |                                                             |                                                             |                                                             |                                                             |
| 2019                                                        | Giải Singapore mở rộng 2019                                 | Super 500                                                   | Đơn nam                                                     |                                                             | Giải Ba                                                     |                                                             |                                                             |                                                             |                                                             |                                                             |                                                             |
| 2019                                                        | Giải vô địch Cầu lông châu Á 2019                           | Thể thao quốc tế                                            | Đơn nam                                                     |                                                             | Giải Ba                                                     |                                                             |                                                             |                                                             |                                                             |                                                             |                                                             |
| 2019                                                        | Giải Úc mở rộng 2019                                        | Super 300                                                   | Đơn nam                                                     |                                                             | Giải Ba                                                     |                                                             |                                                             |                                                             |                                                             |                                                             |                                                             |
| 2019                                                        | Giải Indonesia mở rộng 2019                                 | Super 1000                                                  | Đơn nam                                                     |                                                             | Quán quân                                                   |                                                             |                                                             |                                                             |                                                             |                                                             |                                                             |
| 2019                                                        | Giải Thái Lan mở rộng 2019                                  | Super 500                                                   | Đơn nam                                                     |                                                             | Quán quân                                                   |                                                             |                                                             |                                                             |                                                             |                                                             |                                                             |
| 2019                                                        | Giải Đài Bắc mở rộng 2019 – Đài Loan                        | Super 300                                                   | Đơn nam                                                     |                                                             | Quán quân                                                   |                                                             |                                                             |                                                             |                                                             |                                                             |                                                             |
| 2019                                                        | Giải Hàn Quốc mở rộng 2019                                  | Super 500                                                   | Đơn nam                                                     |                                                             | Á quân                                                      |                                                             |                                                             |                                                             |                                                             |                                                             |                                                             |
| 2019                                                        | Giải Phúc Châu mở rộng 2018                                 | Super 750                                                   | Đơn nam                                                     |                                                             | Á quân                                                      |                                                             |                                                             |                                                             |                                                             |                                                             |                                                             |
| 2020                                                        | Giải Toàn Anh mở rộng 2020                                  | Super 1000                                                  | Đơn nam                                                     |                                                             | Á quân                                                      |                                                             |                                                             |                                                             |                                                             |                                                             |                                                             |
| 2020                                                        | Giải Đan Mạch mở rộng 2020                                  | Super 500                                                   | Đơn nam                                                     |                                                             | Giải Ba                                                     |                                                             |                                                             |                                                             |                                                             |                                                             |                                                             |
| 2020                                                        | Giải Yonex Thái Lan mở rộng 2020                            | Super 1000                                                  | Đơn nam                                                     |                                                             | Giải Ba                                                     |                                                             |                                                             |                                                             |                                                             |                                                             |                                                             |
| 2020                                                        | Giải Toyota Thái Lan mở rộng 2020                           | Super 1000                                                  | Đơn nam                                                     |                                                             | Giải Ba                                                     |                                                             |                                                             |                                                             |                                                             |                                                             |                                                             |
| 2020                                                        | BWF World Tour Finals 2020                                  | Chung kết thế giới                                          | Đơn nam                                                     |                                                             | Giải Ba                                                     |                                                             |                                                             |                                                             |                                                             |                                                             |                                                             |